# Nasilje
Nasilje je vrsta interakcije med posamezniki ali skupinami, prisotnimi v živalskem kraljestvu, s katerimi žival ali skupina živali namerno povzroča škodo ali vsiljuje situacijo drugi ali drugim živalim.   Obstajajo različne vrste nasilja, vključno s telesno zlorabo, psihično zlorabo in spolno zlorabo. Njegovi vzroki so lahko različni, kar je odvisno od različnih situacij. Gre za namerno vedenje, ki povzroča ali lahko povzroči fizično ali psihično škodo drugim bitjem in je povezano, čeprav ne nujno, s fizično agresijo. Nekatere oblike nasilja se po zakonu ali v družbi kaznujejo in so lahko opredeljene kot kaznivo dejanje. Različne družbe uporabljajo različne standarde sprejemljivosti in kaznovanja različnih oblik nasilja. Nasilen posameznik se uveljavlja s silo.
V državno organiziranih človeških družbah je za nasilje značilna intervencija države kot monopolne institucije nasilja in se kaže kot oblika zelo raznolikih družbenih konfliktov  različnih predznakov, kot so vojna, genocid, kriminal, državni terorizem, terorizem, legitimna obramba, nasilje na podlagi spola, nasilje znotraj družine, zloraba otrok, odpor proti zatiranju, suženjstvo, zapori, dvoboji in boji, nekateri športi in borilne veščine, okrutnost do živali idr.    Vendar nekatere človeške družbe in skupnosti zunaj nacionalne države, kot so staroselska ljudstva, ali ki jih urejajo figura rabe in običaji, prav tako trpijo nasilje države ali držav na podobne ali posebne načine, tudi če se te družbe oz. ljudje ne dojemajo kot del naroda.
Svetovna zdravstvena organizacija s perspektive človeškega zdravja opredeljuje nasilje na naslednji način:
Namerna uporaba fizične sile, grožnje zoper samega sebe, drugega posameznika, skupino ali skupnost, kar ima za posledico ali je zelo verjetno, da ima za posledico telesne poškodbe, psihično škodo, težave v razvoju ali smrt.— Svetovna zdravstvena organizacija
Povzroča se lahko z dejanji in besedo, pa tudi z molkom in neukrepanjem, etika, morala in pravo pa ga vrednotijo negativno, tudi v primerih, ko se lahko šteje za legitimno. Nasilje je lahko napadalno ali obrambno (uporabljata se tudi pojma proaktivnega in reaktivnega nasilja), pri čemer to omogoča etično upravičevanje načina z razlogi, kot sta legitimna obramba in pravica do upora proti zatiranju. 

## Etimologija
Izraz v slovenščini izhaja iz praslovanskega izraza za silo v starocerkveni slovanščini oz. praslovanščini. Izvor besede je povezan z besedo síla, ki v tem kontekstu pomeni »sila« ali »moč«. Ta beseda izhaja iz indoevropskega korena *sēi̯-, ki se nanaša na koncept naprezanja, pritiskanja ali sile. Beseda síla se je razširila in ohranila svoj pomen v različnih slovanskih jezikih, kot so ruski, češki, srbski in hrvaški. Ustreza latinskemu samostalniku violencia, ki izhaja iz pridevnika violents, -entis, kar je pomenilo »buren«, »besen«. Ta izvira iz latinskega samostalnika vis (»sila«, »moč«, »krepkost«).
Nasilje je bilo že od davnih časov povezano z idejo o fizični sili in moči. Rimljani so to silo imenovali vīs, moč, ki omogoča, da volja enega prevlada nad voljo drugega. Vis tempestatis se v latinščini imenuje »moč nevihte«. V Justinijanovem zakoniku je govora o »višji sili, ki se ji ni mogoče upreti« (vis magna cui resisti non potest), pravnem konceptu višje sile.
Dodati je treba, da vīs, latinska beseda, iz katere je nastala ta družina besed, izhaja iz prazgodovinskega indoevropskega korena wei-, »življenjska sila«.

## Pojem
Nasilje je uporaba sile (fizične ali psihične) s strani nasilneža ali agresorja za dosego ciljev, ki so v nasprotju z voljo žrtve. Usmerjeno je lahko proti ljudem, pa tudi proti živalim (krutost do živali), rastlinam, umetniškim ali verskim predmetom (ikonoklazem) ter naravnim ali okoljskim danostim (onesnaževanje okolja). Spodbudijo ga lahko različni dražljaji, kaže pa se lahko na več načinov, pogosto povezanih s poniževanjem, grožnjami, zavračanjem, nadlegovanjem ali verbalno, čustveno, moralno ali fizično agresijo. Posledica je lahko in je skoraj v vseh primerih poškodba ali delno ali popolno uničenje človeka ali skupine, živali ali naravne vrste ali predmetov, dobrin in lastnine, ki je redko lastna, pogosteje pa tuja ali skupna.

Poleg fizičnega nasilja je treba omeniti tudi čustveno nasilje, ki je samostojno ali pridruženo, odvisno od narave agresije. Je škoda v obliki nezaupanja ali strahu, na kateri se gradijo nekateri nezdravi medsebojni odnosi, in je izvor težav v skupinskih odnosih v oblikah kot so polarizacija, zamera, sovraštvo idr. Socialna omrežja v sodobni tehnološki družbi to skrivajo, prikrivajo in promovirajo.
Drugi vidik nasilja, ki ga je treba upoštevati, je, da ni nujno nekaj dokončnega in potrjenega. Lahko se kaže tudi kot latentna, dolgotrajna in stalna grožnja, ki povzroča hudo psihološko škodo tistim, ki ga trpijo, ter negativne posledice za družbo. Nasilje ima namreč tudi družbeno komponento. Stilizacija nasilja pomeni estetizacijo nasilja v različnih oblikah umetnosti, kulture in medijev. Po drugi strani se lahko nasilje, kadar je izraz nekega družbenega konflikta, pojavi spontano brez skrbnega predhodnega načrtovanja. Nasilje je lahko tudi prikrito ali odkrito, strukturno ali individualno. 

## Izvor
Nasilje, ki ga povzročajo ljudje, proučujejo že od antike. Obstajata dve sodobni teoriji o evolucijski prednosti, prevladujoča hipoteza o lovcu ter hipoteza o opici ubijalki Raymonda Darta in Roberta Ardreyja. Toda z vidika kulturne antropologije je vsaj za antropologa Renéja Girarda (Nasilje in sveto, 1972) nasilje posledica procesa družbene mimeze, ki se na koncu preobrazi v poganski mit. Povzroča ga želja, ki ni usmerjena k dobremu, ampak k temu, kar si drugi želi in kar ima lahko samo eden, ker ni deljivo. Ima torej tri elemente: prvega, drugega in tisto, kar drugi želi. Razvoj te želje v želji vseh proti vsem se konča z uničenjem tega tretjega elementa, da bi rešili družbo in tisto, kar si lahko delimo. To ustvarja rivalstvo, tekmovalnost ali zavist ter škodljivo nasilje, ki se ga lahko družba osvobodi samo z uporabo tako imenovanega grešnega kozla ali po krivem obtožene nedolžne žrtve, ki se nato pobožanstvi ali mitologizira, da se prikrije nasilen družbeni in politični temelj skupnosti. Spravno žrtvovanje je nasilni temelj vseh družbeno-politično usmerjenih poganskih religij, vendar se v primeru krščanstva ta temelj obrne z ljubeznijo in samožrtovanjem: to ne zavzema več perspektive družbe, ampak perspektivo žrtvovane žrtve: je religija brez nasilja.
Girard predlaga branje Sofoklejevega Kralja Ojdipa iz te hermenevtične perspektive. Tebanska nesreča je predstavljena s kugo (ki je po predlagani razlagi simbol vzajemnega nasilja, prežemajočega družbo kot celoto), vendar se krivda prenese na individualizirane napake (očetomor in incest) Ojdipa, spremenjenega v grešnega kozla. Kreont in Tirezija imata vlogo obtožnikov; njun uspeh vodi k prehodu iz bellum omnium contra omnes v vsi proti enemu, pri čemer poenotenje sovraštva obnovi skupnostne vezi in s tem omogoča izognitev anomiji, ki bi nastala zaradi splošnega spopada.
Girard posploši mehanizem viktimizacije: ta ni samo temelj religije, temveč iz njega izhajajo proces počlovečenja, kultura in institucije; vsi miti naj bi vsebovali prikrito ustanovno linčanje. Ta mračni sklep potrjujejo rezultati performansa Marine Abramović Ritem 0.

## Tipologije
Po Johanu Galtungu obstajajo različne vrste nasilja: neposredno, strukturno in kulturno. Lahko je usmerjeno proti drugim, lahko pa tudi proti samemu sebi (samopoškodovanje, samomor). Poleg tega se kot nasilje šteje vsaka oblika, ki škoduje ali bi lahko škodila dostojanstvu, časti, integriteti ali svobodi ljudi. Pojavi se lahko v skoraj vsakem okolju: v paru, družini, šoli, službi, skupnosti ali ustanovah in lahko na koncu privede do smrti. Nasilje je lahko:
1. Telesno . Kadar je usmerjeno proti telesu drugih ljudi, živali ali stvari.
2. Čustveno ali psihološko. Ko prizadene čustva ali ko se osebo ali družbeni sektor družbeno ali psihološko stigmatizira.
3. Intelektualno. Kadar se posamezniku ali skupnosti namerno laže ali ga (jo) zavaja (postresnica), zaradi česar je slednje še posebej težko odkriti, pogosto pa vodi v druge oblike nasilja (njegove najpogostejše zgodovinske oblike so izključujoča ideologija – politična ali verska, cenzura, indoktrinacija, rasizem, neprimerno oglaševanje, načrtno zastarevanje, namerna manipulacija z informacijami (na primer ko skupine pritiska orkestrirajo postresnične ali demonizacijske kampanje proti ukrepom, ki naj bi bili koristni za družbo).

Intelektualno nasilje je morda zato dolgoročno najbolj nevarno in lahko vodi celo v genocid. Druge oblike intelektualnega nasilja so površinske, ko prikrivanje z različnimi strategijami preoblikovanja tržne znamke, npr. tako imenovanim »pranje obraza« (rožnato zavajanje, vijoličasto zavajanje, rdeče zavajanje, zeleno zavajanje idr.).
Vrste nasilja (in njihove opredelitve) se razlikujejo po času, kraju, medijih, kulturah, pravnih sistemih, različnem družbenem in tehničnem razvoju idr. Proučevati pa jih je mogoče tudi glede na vrsto ljudi, proti katerim je usmerjena agresija (viktimologija).

### Družbeno nasilje
Socialno nasilje ima številne oblike, toda ena najbolj znanih in raziskanih je stigmatizacija. Erving Goffman definira družbeno stigmo kot proces, v katerem reakcija drugih pokvari »normalno identiteto«,  in prepoznava tri oblike stigme:
- Kordizem ali mentalizem z vsiljevanjem medicinske diagnoze duševne motnje (ali izkušnje z motnjo).
- Vrsta deformacije ali neželene diferenciacije.
- Povezanost z določeno raso, prepričanjem ali vero (ali pomanjkanje tega).[16]

Po Goffmanu lahko družbene stigme povzročijo, čemur pravi institucionalizacija v zaporih ali psihiatričnih bolnišnicah. Predmet družbene stigme so v številnih družbeno-političnih kontekstih in številnih delih sveta duševne motnje, telesna prizadetost, debelost, nezakonski otrok, spolna usmerjenost, spolna identiteta, barva in ten kože, narodnost,  navajanje določene etnične pripadnosti ali življenje v okolju z visoko stopnjo kriminala. Dojemanje ali pripisovanje tega, kaj je prav in narobe ter kaj se lahko kriminalizira (s strani posameznika ali družbe), prinaša močno družbeno stigmo. Kot življenje zunaj norme ali anomija se pogosto dojema tudi življenje v okoljih z visoko stopnjo kriminala.
Stigmatizirani ljudje so izobčeni, razvrednoteni, zavrnjeni in zaničevani. Doživljajo diskriminacijo, žalitve, napade in celo umore; tisti, ki se dojemajo kot pripadniki stigmatizirane skupine (ne glede na to, ali so ali ne), pa duševno stisko.
Pravno načelo domneve nedolžnosti obstaja prav zato, ker v družbi vedno obstaja ena ali več skupin, proti katerim najbolj zastopane večine usmerjajo »domnevo krivde« (npr. incident opazovalca ptic v Centralnem parku). V ZDA so na primer Afroameričani pogosto žrtve bolj ponižujočega in agresivnega ravnanja s strani organov kazenskega pregona kot včasih stereotipizirani beli anglosaški protestanti (glej Karen), do mere, ki se izrazi z umorom ali umorom stigmatizirane osebe (npr. uboj Georgea Floyda). Nasprotno lahko agresija proti pripadniku manjšine sproži do takrat zadržano nasilje s strani manjšine v obliki izgredov proti večini ali drugim manjšinam (nemiri v Los Angelesu leta 1992) ter obenem državljanska gibanja in legitimne politične procese, kot npr. gibanje Black Lives Matter (»Črna življenja štejejo«).

### Medosebno nasilje
To je vedenje dominacije ali asertivnosti, ki uporablja fizično silo (pretepanje, posilstvo, mučenje ...), socialno (odnosna agresija), psihološko ali psihosocialno (žaljivke, dvojna sporočila, nadlegovanje, ustrahovanje, stres, megljenje, kršenje človekovih in zakonskih pravic ali svoboščin, zloraba prevladujočega položaja ...). Ta vedenja so lahko zavestna ali ne. Ta kategorija vključuje nasilje med intimnimi partnerji, nasilje na zmenkih, nasilje nad ženskami, nasilje nad moškimi, nasilje v družini nad moškimi, psihično nasilje v parih, nasilje v družini, nasilje na podlagi spola, nasilje staršev do otrok (in nasprotno) ter različne oblike indoktrinacije. zunanje nasilje je tisto, ki ga v delovnem okolju zagrešijo elementi zunaj organizacije (stranke, uporabniki, študenti ...). Zdi se namreč, da so poklici, za katere je značilen neposreden stik z ljudmi, še posebej psihično težki in bolj izpostavljena tovrstnemu nasilju (zdravstvo, novinarstvo, poučevanje, policija ...).

### Nasilje države
Pojav države v človeški družbi je povezan s ciljem ustvariti institucijo, ki bi prevzela monopol nad nasiljem, da bi odpravili plemensko prakso maščevanja.
Prednost manjšega zla pred dobrim in utopija pri vladanju je doktrina, znana kot raison d'état (»razum države«), ki jo podpira Machiavellijev Princ in jo je razvila politična filozofija Thomasa Hobbesa. Države po znani opredelitvi Maxa Webra diskretno izvajajo ali zahtevajo monopol nad zakonitim nasiljem, da bi izvrševale sodne odločbe, zagotavljale javni red ali izvajale potrebne ukrepe v primeru vojne ali nevarnosti vojne (pri čemer se nasilje poskuša legitimizirati z doktrino pravične vojne). To se lahko sprevrže v državni terorizem ali druge skrajne oblike nasilja, kot je genocid. Novinar Dan Rather je o tem dejal: »Če ubiješ enega človeka, te posedejo na električni stol; če jih ubiješ deset, te označijo za serijskega morilca in posnamejo film; če pa jih pobiješ sto tisoč, te povabijo v Ženevo na pogajanja.« Stalin pa je povedal: »Smrt enega človeka je tragedija; smrt sto tisoč ljudi je statistika.« Mislica Hannah Arendt je to poimenovala banalnost zla.
Za državno nasilje se lahko šteje tudi, ko gre za propadlo državo, saj v teh razmerah, kot pravi Abel Pérez Rojas, državljani poskušajo »individualno in kolektivno preživeti in ostati ljudje v razmerah, v katerih prevladujeta razkroj in razdrobljenost družbenega tkiva«.

### Korektivno in vzgojno nasilje
Nasilje se v obliki telesnega kaznovanja že od nekdaj uporablja kot metoda za vzgojo otrok, korektivno pa se uporablja tudi v šolskem, družinskem, pravnem (mučenje, sodno zaslišanje, zapor), religioznem (pokora, ali Dantejev contrapasso) in celo vojaškem (desetkanje, poljska kazen, bičanje; tepež s palico, španski osel, visenje na vrvi, klade, okovi ...) kontekstu. Obstajajo tudi oblike intelektualnega nasilja, ki izhajajo iz selektivnih učnih načrtov, zasebnega izobraževanja po nejavnih merilih. Sodobni filozof, ki je največ proučeval to vrsto represije, je bil Michel Foucault, na primer v delu Nadzorovanje in kaznovanje (1975). Bičanje in šibanje neposlušnih učencev ter neposlušnih mornarjev za dosego discipline in avtoritete je bilo pri Britancih običajno vse do 19. stoletja (v Franciji je bilo ukinjeno leta 1845), čeprav so v Veliki Britaniji obstajala tudi združenja, ki so nasprotovala takim postopkom, na primer Humanitarna liga, ustanovljena leta 1891 in razpuščena leta 1919 zaradi splošnega nasprotovanja pacifizmu v tistem času. Obstajajo tudi druge vrste kazni, ki so bolj človeške in veliko bolje izpolnjujejo namen popravljanja, če izpolnjujejo tri pogoje:
1. Pravilo mora biti določeno vnaprej.
2. Kazen mora biti sorazmerna in takojšnja, ne odložena.

Na drugi strani so korektivne tehnike, kot so kompromis, večkratno popravljanje (ponovno popravljanje napak), zasičenje (nadzor kvantitativnega zaznavanja vedenja), pogajanja ali sistemi nagrajevanja (pogojevanje z nagrajevanjem ali pozitivno ojačevanje) in točkovanje.
Unicefova raziskava iz leta 2014 je pokazala, da je bilo neke oblike telesnega kaznovanja deležnih 80 % otrok po svetu, starih od 2 do 14 let. Tisoče študij s področja psihologije je doseglo zelo široko soglasje, da telesno kaznovanje »otroke izpostavlja tveganju za telesne in čustvene poškodbe ter težave z duševnim zdravjem, vedenjske in kognitivne težave«. Dokazano je, da je kaznovanje kontraproduktivno in povečuje neželeno vedenje, ne toliko kratkoročno kot dolgoročno: nasilje rodi nasilje. Združeni narodi so leta 1989 prepovedali telesno kaznovanje otrok s Konvencijo o otrokovih pravicah, ki jo je ratificiralo 192 držav, ne pa tudi Združene države Amerike in Somalija, po drugi strani pa je vrsta nasilja zaradi opustitve tudi slepota učiteljev za nadlegovanje in ustrahovanje med učenci. V sodobnem času se je smer nasilja v šolah marsikje obrnila in se nasilje zdaj izvaja nad učitelji. V okviru družinske vzgoje ugotavjajo tudi, da prepuščenost otrok samim sebi (odsotnost staršev) in nasilje nad otroki ustvarjata dolgoročne škodlive učinke. Storilci genocidov (Mao Cetung, Stalin, Hitler) in v manjšem obogu številni serijski morilci ali mali kriminalci so skoraj vedno imeli starše, ki so jih zlorabljali in so bili nasilni do njih.
V nekaterih totalitarnih državah je bila priljubljena kastracija ne le zaradi evgenike, ampak tudi zaradi moralnega in korektivnega ukrepanja v obliki kemične kastracije homoseksualcev, žrtve česar so bili celo taki velikani, kot je bil Alan Turing. Nekaj časa je bilo moderno preprečevati epilepsijo in nekatere druge duševne bolezni z Lobotomijami, ki so bolnike spravile v vegetativno stanje, kar je bilo bolj udobno za njihove družine in negovalce. Šeriat dovoljuje uporabo telesnega kaznovanja s hadisi ali izjavami preroka Mohameda: »Naj se Alah usmili moškega, ki doma obesi bič in z njim vzgaja svojo ženo!« pravi Abdulah bin Dinar, kot ga je citiral Al Zamajari, pri čemer se sklicuje na znameniti hadis »obesi bič, kjer ga lahko vidi tvoja žena«, ki ga je prenesel Al Buhari. V islamu se pogosto uporabljajo postopki nasilnega kaznovanja, kot so bičanje, kaznovalno posilstvo ali odsek roke tatu, ter postopki usmrtitev, kot je kamenjanje ali metanje z balkona ali zakop živega človeka v primeru lezbijk. Po drugi strani pa je korektivno nasilje včasih samopovzročeno in vzgojno, kadar gre za obliko verske pokore.

### Kriminalno nasilje
Spontani ali organizirani kriminal (razbojništvo, piratstvo, mafija idr.) ima lahko družbene in gospodarske (anomija, revščina, socialna izključenost) ali psihološke vzroke (paranoja, shizofrenija idr.). Kaže se v oblikah, ki jih zakon kriminalizira, kot sta med številnimi drugimi posilstvo in umor. Po mnenju nekaterih avtorjev je ta oblika nasilja nasprotje statičnega in/ali simbolnega nasilja. Njegovi identificirani vzroki so urbanizem, konflikti (institucionalni, strukturni, sistemski, zaposlitveno, medosebno nasilje); revščina in neenakost.
S prestopništvom ali kriminalnim vedenjem so tesno povezani nekateri vzroki ali dejavniki tveganja, čeprav jih je pri samem storilcu težko natančno določiti ali opredeliti. S tega vidika je pomembno opozoriti na obstoj dveh modelov, katerih cilj je preprečevanje kriminalnega vedenja z opredelitvijo dejavnikov tveganja in zaščitnih dejavnikov. 
A) Model kumulativnega tveganja: Temelji na ugotovitvi, da je kriminalno vedenje rezultat pojava več medsebojno povezanih dejavnikov (ekonomski vzroki, revščina, izobrazba, socialna izključenost idr.).
B) Dinamični kaskadni model: Osredotoča se na razvoj kompetenc in rezilience pri storilcu.

### Politično nasilje
Politično nasilje združuje vsa nasilna dejanja države ali njenih subjektov proti njej, ki jih storilci legitimirajo v imenu političnega cilja (revolucija, upor proti zatiranju, pravica do vstaje, tiranomor, »pravična stvar«, terorizem ...). V intelektualni obliki gre za različne vrste laži, propagande in manipulacije. Nekatere oblike nasilnega, toda sorazmernega odziva (in odpora ali služenja ponovni vzpostavitvi pravne države), ko druge rešitve niso več možne, so trenutno splošno sprejete z vidika morale, prava in doktrine človekovih pravic; sem spadajo na primer silobran, skrajna sila in upor proti zatiranju tirana.

### Simbolno nasilje
Pravijo, da so antični Grki menili, da se vprašanje nasilja (»bia«) ne pojavlja pri živalih (»zôoi«), ampak samo v okviru človeškega življenja (»bios«). To pomeni, da je vprašanje nasilja povezano s samo besedo človek, in kaže, da živali strogo gledano niso nasilne: njihovo vedenje se preprosto podreja neizprosnim zakonom narave. »Živalsko nasilje« ni torej nič drugega kot antropomofna projekcija človeškega vedenja.— 
To je teza Pierra Bourdieuja, ki označuje številne različice nasilja: besedno (morebitna prva faza pred dejanjem); ali nevidno, institucionalno. Gre tudi za strukturno nasilje (Johan Galtung), pred katerim se posamezniki zdijo nemočni. To se nanaša na številne različne pojave, ki dajejo prednost dominaciji ene skupine nad drugo in stigmatiziranju ljudstev ter lahko privedejo celo do določitve grešnega kozla.

### Ekonomsko nasilje
V civilnem pravu je ekonomsko nasilje primer odsotnosti soglasja, ki upravičuje razveljavitev pogodb, katerih sklenitev je omogočila ta odsotnost. Sodišča ga priznavajo z določenimi omejitvami. Nekateri pravniki ga danes obravnavajo kot novo obliko tradicionalnega nasilja. V Franciji je prvi civilni senat kasacijskega sodišča v sodbi z dne 3. aprila 2002 in na podlagi 112. lena francoskega Civilnega zakonika tako presodil, da lahko »zloraba položaja ekonomske podrejenosti z zastraševanjem pred zlom, ki neposredno ogroža legitimne interese osebe, zaradi nasilja izniči privolitev«.

### Psihično in patološko nasilje
To je vsako dejanje ali opustitev, ki škoduje psihični stabilnosti in je lahko sestavljeno iz: malomarnosti, zapuščanja, ponavljajočega se zanemarjanja, ljubosumja, žalitev, poniževanja, razvrednotenja, marginalizacije, brezbrižnosti, nezvestobe, destruktivnih primerjav, zavračanja, omejevanja samoodločanja. Določene duševne motnje spremljajo izbruhi nasilja; na spolnem področju je tak primer sadizem. V psihoanalizi se lahko kaže tudi kot vrsta patogene naučene potlačitve, kar pomeni, da povzroča živčne ali duševne bolezni. Sigmund Freud dejansko potrjuje, da je nagon smrti ali tanatos destruktiven v nasprotju z drugim vitalnim principom, ki ga imenuje libido ali eros. Toda Erich Fromm po drugi strani, ko v Strahu pred svobodo (1941) govori o gonu smrti, potrjuje, da ima to načelo zunanji ali družbeni izvor:
Impulz življenja in impulz uničenja nista medsebojno neodvisna dejavnika, ampak sta obratno sorazmerna. Bolj kot je vitalni impulz frustriran, močnejši je tisti, ki je usmerjen v uničenje; bolj kot je življenje uresničeno, manjša je sila destruktivnosti. Ta je »izdelek neizživetega življenja«.
Po drugi strani je v Anatomiji človeške destruktivnosti (1973) dosegel kompromis v polemiki med instinktivisti, kot je Lorenz, ki razglašajo, da je človekova destruktivnost dediščina njegovih živalskih prednikov, in behavioristi, kot je Skinner, za katere ni nobenih prirojenih človeških lastnosti in je vse posledica družbenega pogojevanja. Priznava, da obstaja vrsta človeške agresije, ki je značilna tudi za živali, vendar je obrambne narave: namenjena je zagotavljanju preživetja. Zlobna ali destruktivna agresija, ko človek ubija brez biološkega ali socialnega cilja, pa je samo človeška in ni instinktivna. Je del človeškega značaja: je ena od strasti, tako kot ljubezen, ambicije in pohlep. Temu sledi klinična študija oziroma psihobiografija Himmlerja, Stalina in Hitlerja. Kar zadeva človeško agresijo, je eden njenih najpomembnejših virov »kolektivni narcisizem. Od drugih oblik obrambne agresije se razlikuje po tem, da je intenziven narcizem sam po sebi napol patološki pojav.
Etolog Konrad Lorenz je v svojem delu O agresiji (1963) pokazal, da izvor genetske agresivnosti pri ljudeh izhaja iz vedenja pri številnih živalih, ko branijo svoj teritorij (teritorialnost), kar mu je prineslo akademske napade tistih, ki so se oklepali doktrin »politične korektnosti«. Prenaseljenost zahteva obrambo prostora in vojno, dezertifikacija pa nasprotno zahteva sodelovanje in trgovino.
V urinu in krvi bolnikov z nekaterimi duševnimi motnjami so pred kratkim našli toksin, za katerega se zdi, da ga njihovo telo nenormalno proizvaja. Ta toksin (bufotenin) v teh odmerkih ni bil najden, razen pri bolnikih s psihičnimi motnjami in tudi pri bolnikih, ki niso bili pod vplivom drog, niso bili v stiku z dvoživkami, vendar so bili nasilni. Našli so ga v urinu ali krvi bolnikov z vsemi glavnimi psihiatričnimi motnjami, do te mere, da so ga predlagali kot diagnostični indikator.Toksin je enak tistemu, ki ga najdemo med bufotoksini (halucinogeni, ki povzročajo simptome, kot je shizofreniji podobna psihoza) v strupu številnih vrst krastač. Še vedno pa ni znano, ali je ta proces vključen v obeh primerih, in ali je ta molekula izvor duševnih motenj pri človeku ali pa je sama stranski produkt drugega patološkega procesa. Nekateri znaki vsekakor kažejo na določene podobnosti med delovanjem bufotoksina na možgane, zlasti na razgradnjo serotonina, in nekaterimi procesi, povezanimi z duševnimi motnjami.

### Naravno nasilje
To je nasilje sil narave: viharji, poplave, potresi, gozdni požari, cunamiji. Včasih gre za nasilje, ki ga v živalskem svetu zaznava človek (lovski nagon, rituali dominacije idr.). Za filozofa Jean-Françoisa Malherbea v tem primeru ni primerno govoriti o nasilju. Po drugi strani obstajajo tudi druge oblike nasilja, za katere je značilna očitna odsotnost vesti ali volje. Govorimo lahko tudi o vrsti nasilja, ki se izvaja nad naravnim okoljem: nad rastlinami v gozdovih, živalskimi vrstami idr.

### Kibernetsko nasilje
Nasilje, pri katerem oseba uporabi nasilje (fizično ali verbalno), da bi nekoga ponižala, tako, da ustvari videoposnetek, objavo ali kakršno koli drugo obliko komunikacije in jo razširi na spletu ali družbenih omrežjih. Leta 2010 je na YouTubu sedem odstotkov, to je 50.000, objavljenih videoposnetkov prikazovalo nasilje. Priljubljenost tega agresivnega in napadalnega pojava se je opazno povečala, po ocenah za več kot 57 odstotkov.

### Spolno nasilje
To so nasilje v družini, spolni napadi ali posilstva, prisilna prostitucija, zaposlitvena diskriminacija, selektivni splav zaradi spola, fizično in spolno nasilje nad ljudmi, ki se ukvarjajo s prostitucijo, detomor na podlagi spola, femicid, delna ali popolna kastracija, izrez ženskega klitorisa, trgovina z ljudmi, posilstva v vojnah ali situacijah državne represije, spolno nadlegovanje in trpinčenje – vključno s sadizmom in uličnim nadlegovanjem, vzorci nadlegovanja ali trpinčenja v moških organizacijah, zatiranje heterodoksne spolnosti ter homofobni in transfobni napadi na ljudi ali skupine ali njihovo strpnost. Izkoreninjenje spolnega nasilja je mogoče izvesti s posredovanjem informacij in modelov življenja. Pri tem imajo zelo pomembno vlogo državni organi, poslovni sektor in mediji ter stalno sodelovanje družbe.

### Kultura nasilja
To je nasilje, ki se izvaja nad posameznikom in heterodoksno skupnostjo skozi nekritično ortodoksno kulturo, ki jo dopušča kot legitimen odgovor na vsako obliko moralnega, družbenega ali političnega konflikta in jo vsiljuje z ideologijo, religijo, kulturo, moralo, vedenjem, izobraževanjem ali preprosto vlogo. Po mnenju Johana Galtunga ustvarja legitimacijski okvir za nasilje in se kaže v odnosih. Širi se s predsodki in se odraža v igračah, zgodbah, filmih, risankah, televizijskih serijah in nasilnih športih (lov, bikoborbe, boks ...), s spodbujanjem in zaščito zbiranja orožja ali popustljivostjo držav do tega (nenadzorovana prosta prodaja orožja v Združenih državah Amerike, uporaba protipehotnih min in orožja za množično uničevanje idr.) ali na spletnih družbenih omrežjih (kibernetsko nasilje). V odobravanje ali prevzemanje določenih nasilnih ali sovražnih vlog ali vedenja do živali, ljudi, ras ali spolov je vpletena tudi vzgoja. Prežema literaturo in celo ustvarja pripovedne strukture, ki se v kulturah, kot je zahodna, nenehno ponavljajo in povzročajo tisto, kar je Walter Wink poimenoval »mit o odrešujočem nasilju«. Spodbuja jo izogibanje empatičnemu vedenju, kot so manire ali vljudnost. Drug vidik tega nasilja je ustvarjanje postresnice ali nevidne propagande z manipulacijo kolektivnega, skupnega ali množičnega mišljenja s strani množičnih občil, kar ustvarja to, kar je Antonio Gramsci poimenoval kulturna hegemonija. Ta vrsta nasilja je lahko tiha ali implicitna, kadar se izvaja kot prikrito preganjanje, implicitna cenzura ali v obliki samocenzure in samonadzora, ki se pričakuje, da se bosta ustvarila pri različnih posameznikih, ne da bi bila odkrito zahtevana.

### Versko nasilje
Med nasiljem, ki ga ustvarja pojav, imenovan ideologija, je tisto, ki ga navdihujejo različne religije ali ekskluzivistična prepričanja proti tistim (skoraj vedno v manjšini), ki niso njihove vere ali veroizpovedi ali ne delijo podobnih obredov, ker v družbi ni razvita zadostna stopnja človeške in družbene strpnosti. Glej ortodoksija in heterodoksija.

## Nasilje kot filogenetski pojav
Skupina španskih raziskovalcev je raziskovala nasilje kot filogenetski pojav z uporabo koeficientov nasilja živalskih in človeških vrst v prazgodovini in zgodovini. Njihovi rezultati kažejo, da je človeški napredek zmanjšal stopnjo nasilja pri vrsti Homo sapiens z 2 % na sedanjih 0,001 %. Po drugi strani vsebuje Seviljska deklaracija iz leta 1986, ki jo je pripravila skupina Unescovih znanstvenikov, obravnavala teorije okoljevarstvenikov in biologov o izvoru nasilja, naslednji sklep:
Znanstveno napačna je trditev, da smo nagnjenost k vojni podedovali od svojih živalskih prednikov. Čeprav so v živalskem kraljestvu spopadi pogost pojav, je znanih samo nekaj primerov organiziranih spopadov med skupinami iste vrste in v nobenem od teh primerov se orodje ne uporablja kot orožje. [...] Znanstveno napačna je trditev, da je vojskovanje ali katera koli druga oblika nasilnega vedenja genetsko programirana v človeški naravi. [...] Znanstveno napačna je trditev, da je v človeški evoluciji prišlo do selekcije v smeri agresivnega vedenja v večji meri kot v smeri drugih vrst vedenja [...] Znanstveno napačna je trditev, da imamo ljudje »nasilne možgane« [...] Sklepamo, da biologija človeštva ne obsoja na vojno in da se človeštvo lahko osvobodi spon biološkega pesimizma ter se z zaupanjem spoprime s spremembami, ki so za to potrebne.